# Roberto Badillo Martínez
Roberto Badillo Martínez es un militar mexicano retirado. Fue diputado federal de la LX Legislatura del Congreso de la Unión de México en la Cámara de Diputados (México) por representación proporcional por el estado de Veracruz por el Partido Revolucionario Institucional. Nació en Papantla, Veracruz el 7 de junio de 1938. Fue agregado militar en Paraguay, Uruguay y Argentina. Fue director general de Cartografía, del Servicio Militar Nacional, de Defensas Rurales y de Archivo y Jefe de la Sección Segunda de Inteligencia. Fue comandante de la 3a. Brigada de Infantería con sede en la Ciudad de México, de la 5a. Zona Militar en Chihuahua, de la 6a. Zona Militar en Saltillo, de la 8a. Zona Militar en Tampico, del 63 Batallón en Xalapa, del 8 Batallón en Mazatlán, de la 35 Zona Militar en Chilpancingo, de la 28 Zona Militar en Oaxaca y de la 35 Zona Militar en Tlaxcala. 